# Schwerstedt (Sömmerda)
Schwerstedt è un comune di 580 abitanti della Turingia, in Germania.
Appartiene al circondario (Landkreis) di Sömmerda (targa SÖM) ed è parte della comunità amministrativa (Verwaltungsgemeinschaft) di Straußfurt.